# Tomokazu Miura
Tomokazu Miura (三浦 友和 Miura Tomokazu, tên khai sinh Miura Minoru (三浦 稔) sinh ngày 28 tháng 1 năm 1952) là 1 diễn viên người Nhật.

## Phim tham gia

### Phim điện ảnh
| Năm  | Phim                               | Vai diễn             | Ghi chú                                                                            |
| ---- | ---------------------------------- | -------------------- | ---------------------------------------------------------------------------------- |
| 1974 | Izu no Odoriko                     |                      | đóng cặp cùng Momoe Yamaguchi. (After Kawabata Yasunari's The Dancing Girl of Izu) |
| 1975 | Aoi Sanmyaku                       |                      |                                                                                    |
| 1976 | Shunkinshō                         | Sasuke               | đóng cặp cùng Momoe Yamaguchi.                                                     |
| 1977 | House                              | Auntie's Fiancé      |                                                                                    |
| 1978 | Furimukeba Ai                      | Tetsuo               | đóng cặp cùng Momoe Yamaguchi.                                                     |
| 1979 | White Love                         |                      |                                                                                    |
| 1980 | Koto                               |                      | đóng cặp cùng Momoe Yamaguchi. (After Kawabata Yasunari's The Old Capital)         |
| 1984 | Sayonara Jupiter                   | Dr. Eiji Honda       |                                                                                    |
| 1984 | Tengoku no Eki: Heavenly Station   | Kouichi Hashimoto    |                                                                                    |
| 1985 | Typhoon Club                       | Teacher Umemiya      |                                                                                    |
| 1986 | His Motorbike, Her Island          | Hidemasa Sawada      |                                                                                    |
| 1991 | Deer Friend                        | Masao Yagi[8]        |                                                                                    |
| 1994 | Rampo                              | Producer Tagawa      |                                                                                    |
| 1994 | Chonouryoku-sha Michi Eno Tabibito | Hikaru Takatsuka     |                                                                                    |
| 2004 | The Taste of Tea                   | Nobuo Haruno         |                                                                                    |
| 2004 | Survive Style 5+                   | Doctor Yamauchi      |                                                                                    |
| 2005 | Always Sanchōme no Yūhi            | Shiro "Akuma" Takuma |                                                                                    |
| 2007 | Adrift in Tokyo                    | Aiichiro Fukuhara    |                                                                                    |
| 2007 | Always Zoku Sanchōme no Yūhi       | Dr. Takuma           |                                                                                    |
| 2008 | Flowers in the Shadows             | Ryōtarō              |                                                                                    |
| 2009 | Heaven's Door                      | Hasegawa             |                                                                                    |
| 2009 | Shizumanu Taiyō                    | Shiro Gyoten         |                                                                                    |
| 2010 | Outrage                            | Kato                 |                                                                                    |
| 2010 | The Borrower Arrietty              | Pod                  |                                                                                    |
| 2012 | Outrage Beyond                     | Kato                 |                                                                                    |
| 2016 | 64: Part I                         | Katsutoshi Matsuoka  |                                                                                    |
| 2016 | 64: Part II                        | Katsutoshi Matsuoka  |                                                                                    |
| 2016 | The Katsuragi Murder Case          | Kiyoshi Katsuragi    |                                                                                    |
| 2017 | Destiny: The Tale of Kamakura      | Kōtarō Isshiki       |                                                                                    |
| 2018 | A Forest of Wool and Steel         | Sōichirō Itadori     |                                                                                    |
| 2020 | AI Hōkai                           |                      |                                                                                    |
| 2020 | Kaze no Denwa                      |                      |                                                                                    |

### Phim truyền hình
| Năm       | Tựa phim                           | Vai diễn             | Ghi chú                                                                  |
| --------- | ---------------------------------- | -------------------- | ------------------------------------------------------------------------ |
| 1975-1980 | Akai series                        | Nhiều vai            | đóng cặp cùng Momoe Yamaguchi.                                           |
| 1981      | Sekigahara                         | Ukita Hideie         |                                                                          |
| 1982-1983 | Seibu Keisatsu Part II             | Gorou Okita          | First appeared in Episode 1 of Part II, left after episode 6 of Part III |
| 1987      | Hissatsu Shigotonin V Fuunryūkohen | Kagetaro             | Hissatsu series                                                          |
| 1987      | Dokuganryu Masamune                | Date Shigezane       | Taiga drama                                                              |
| 2002      | Toshiie and Matsu                  | Maeda Toshihisa      | Taiga drama                                                              |
| 2004      | Socrates in Love                   | Makoto Hirose        |                                                                          |
| 2008      | Ryusei no Kizuna                   | Yasutaka Kashiwabara |                                                                          |
| 2009      | Tokyo Dogs                         | Otomo Kozo           |                                                                          |
| 2016      | Cold Case                          | Hidetoshi Motoki     | Bản làm lại của bộ "Cold Case" Mỹ.                                       |

### Lồng tiếng
| Năm  | Tựa phim        | Vai                              | Ghi chú                               |
| ---- | --------------- | -------------------------------- | ------------------------------------- |
| 2004 | The Incredibles | Mr. Incredible/Robert "Bob" Parr | Lần đầu tiên tham gia lồng tiếng phim |
| 2018 | Incredibles 2   | Mr. Incredible/Robert "Bob" Parr |                                       |

## Sách
- Hishatai (被写体) 1987
- Aisho (相性) 2012

## Tôn vinh
Huân chương danh dự 褒章 dải tím (2012)